# Dominik Livaković
Dominik Livaković (Zadar, 9 de enero de 1995) es un futbolista croata que juega como portero en el Fenerbahçe S. K. de la Superliga de Turquía.

## Trayectoria
Se convirtió en parte del primer equipo de NK Zagreb al comienzo de la temporada 2012-13. Inicialmente, el portero de segunda elección del club, hizo su debut en la liga el 31 de agosto de 2012 jugando el partido completo en la derrota por 1-0 en casa ante el HNK Cibalia. Pronto se convirtió en el número uno del club e hizo un total de 104 apariciones en la liga durante cuatro temporadas, incluidas 90 en la Primera Liga de Croacia.
El 30 de agosto de 2015 acordó unirse al Dinamo Zagreb al comienzo de la temporada 2016-17, hizo su debut en la liga el 2 de octubre de 2016 en un empate sin goles en casa ante el Hajduk Split. El 18 de octubre de 2016 hizo su primera aparición en la Liga de Campeones de la UEFA en una derrota por 1-0 en casa ante el Sevilla.
El 30 de julio de 2019, en una victoria por 3-0 en la clasificación de la Liga de Campeones sobre Saburtalo Tbilisi, rompió el récord de Dražen Ladić de más minutos desde el comienzo de la temporada del Dinamo sin encajar un gol (413), establecido en 1995. Concedió su primer gol de la temporada tres días después, en una victoria de liga por 3-1 sobre Gorica, estableció el nuevo récord en 535.
El 26 de agosto de 2020 en un partido de clasificación de la Liga de Campeones contra el CFR Cluj atajó un penalti a Ciprian Deac; el juego fue a la prórroga y terminó en un empate 2-2, lo que resultó en una tanda de penaltis, salvó el intento de Cătălin Golofca que resultaría crucial ya que el Dinamo ganó la tanda de penaltis por 6-5 y avanzó a la tercera ronda de clasificación. En la fase de grupos de la Liga Europa 2020-21, fue elogiado por sus actuaciones después de conceder solo un gol en cinco partidos y llevar al Dinamo al primer puesto de su grupo. En particular, salvó el penalti de Steven Berghuis en el empate 0-0 del Dinamo con el Feyenoord el 22 de octubre. El 18 de marzo de 2021 en los octavos de final de la Liga Europa contra el Tottenham Hotspur salvó un gol de Harry Kane cuando el marcador era 3-0 para el Dinamo, lo que llevó al club a una victoria global por 3-2 y los primeros cuartos de final de la competición de su historia.
Puso fin a su etapa en el club en agosto de 2023. Desde su debut en septiembre de 2016 disputó un total de 293 encuentros y conquistó once títulos. Se marchó al Fenerbahçe S. K. con el que se llegó a un acuerdo a cambio 6,65 millones de euros más otros 950 000 euros en variables.

## Selección nacional
Jugó para su selección en un partido amistoso contra Moldavia, así también estaba en la lista de preseleccionados para la Eurocopa, pero finalmente no fue convocado.
Fue convocado para representar a la selección de Croacia en la Copa Mundial de Fútbol de 2018. Como tercer arquero, no llegó a jugar ningún partido, pero participó del histórico subcampeonato conseguido por su selección.
En la siguiente edición, la de 2022, fue el portero titular y paró tres lanzamientos en la tanda de penaltis en los octavos de final ante Japón, así como otro en los cuartos de final contra Brasil, encuentro en el que también realizó varias paradas que permitieron a los croatas clasificarse nuevamente para las semifinales de una Copa del Mundo. La actuación le valió la elección a jugador del partido, así como la rara calificación de 10/10 de L'Équipe, lo que lo convirtió en el decimoquinto jugador en la historia de la revista en recibirlo.

### Participaciones en Copas del Mundo
| Mundial              | Sede  | Resultado     | Partidos | Goles |
| -------------------- | ----- | ------------- | -------- | ----- |
| Copa Mundial de 2018 | Rusia | Subcampeón    | 0        | 0     |
| Copa Mundial de 2022 | Catar | Tercer puesto | 7        | 0     |

### Participaciones en Eurocopas
| Copa          | Sede     | Resultado        | Partidos | Goles |
| ------------- | -------- | ---------------- | -------- | ----- |
| Eurocopa 2020 | Europa   | Octavos de final | 4        | 0     |
| Eurocopa 2024 | Alemania | Primera fase     | 3        | 0     |

## Clubes
| Club                   | País    | Año       |
| ---------------------- | ------- | --------- |
| N. K. Zagreb           | Croacia | 2012-2015 |
| G. N. K. Dinamo Zagreb | Croacia | 2015-2023 |
| N. K. Zagreb (cedido)  | Croacia | 2015-2016 |
| Fenerbahçe S. K.       | Turquía | 2023-     |

## Palmarés

### Títulos nacionales
| Título               | Club                      | País    | Año  |
| -------------------- | ------------------------- | ------- | ---- |
| Prva HNL             | G. N. K. Dinamo de Zagreb | Croacia | 2018 |
| Copa de Croacia      | G. N. K. Dinamo de Zagreb | Croacia | 2018 |
| Prva HNL             | G. N. K. Dinamo de Zagreb | Croacia | 2019 |
| Supercopa de Croacia | G. N. K. Dinamo de Zagreb | Croacia | 2019 |
| Prva HNL             | G. N. K. Dinamo de Zagreb | Croacia | 2020 |
| Prva HNL             | G. N. K. Dinamo de Zagreb | Croacia | 2021 |
| Copa de Croacia      | G. N. K. Dinamo de Zagreb | Croacia | 2021 |
| Prva HNL             | G. N. K. Dinamo de Zagreb | Croacia | 2022 |
| Supercopa de Croacia | G. N. K. Dinamo de Zagreb | Croacia | 2022 |
| Prva HNL             | G. N. K. Dinamo de Zagreb | Croacia | 2023 |
| Supercopa de Croacia | G. N. K. Dinamo de Zagreb | Croacia | 2023 |

### Distinciones individuales
| Distinción                                                      | Año  |
| --------------------------------------------------------------- | ---- |
| Parte de los 100 mejores jugadores del mundo según The Guardian | 2022 |